# Rhinocypha pagenstecheri
Rhinocypha pagenstecheri är en trollsländeart. Rhinocypha pagenstecheri ingår i släktet Rhinocypha och familjen Chlorocyphidae.

## Underarter
Arten delas in i följande underarter:
- R. p. pagenstecheri
- R. p. pusilla
- R. p. timorana